# 马尔加纳语
马尔加纳语（Malgana、Malkana）是属于帕马-尼永甘语系下卡尔图语族的一种澳大利亚原住民语言。
马尔加纳语主要分布在鲨鱼湾，尤其是庇隆半岛和埃德尔地半岛（Edel Land Peninsula）。